# Louie Bellson
Louie Bellson, właśc. Luigi Paulino Alfredo Francesco Antonio Balassoni (ur. 6 lipca 1924 w Rock Falls, zm. 14 lutego 2009 w Los Angeles) – amerykański perkusista jazzowy pochodzenia włoskiego, bandlider, kompozytor, aranżer i edukator. Jako pierwszy wprowadził do estradowego zestawu perkusyjnego drugi bęben taktowy. Wraz z Gene’em Krupą i Buddym Richem należał do tzw. „wielkiej trójki” perkusistów showmenów.

Duke Ellington: Jest nie tylko największym perkusistą na świecie, ale także największym na świecie muzykiem.

## Życiorys

### Młodość
Jego rodzice byli emigrantami z Włoch. Ojciec grał na kilkunastu instrumentach i był właścicielem sklepu muzycznego w Moline. Kiedy trzyletni Louie usłyszał donośne dźwięki bębnów na oglądanej z ojcem ulicznej paradzie, po powrocie do domu natychmiast zaczął zabawy z perkusją. Wkrótce malec oznajmił ojcu, że chce zostać perkusistą, a inne instrumenty go nie interesują. Mimo to ojciec nauczył go i siedmioro pozostałych dzieci gry na wielu instrumentach oraz zapoznał z teorią muzyki oraz różnorodną literaturą muzyczną. Moi trzej bracia, trzy siostry i ja graliśmy na wszystkich instrumentach, które były w domu, często wykonując nawet tarantelle. Mając 12 lat, sam zaczął w sklepie ojca udzielać lekcji gry na perkusji oraz – w zależności od potrzeby – także na wszelkich instrumentach dętych i strunowych. W wieku lat 13 poznał dzięki ojcu podstawy dyrygentury oraz najważniejsze dzieła operowe. Jestem uważany za perkusistę jazzowego, ale większość ludzi nie zdaje sobie sprawy, że otrzymałem gruntowne wykształcenie oparte na muzyce klasycznej.
Chcąc poszerzyć swoje umiejętności w zakresie gry na perkusji, szesnastoletni Louie jeździł do Chicago na prywatne konsultacje u Roya Knappa, nauczyciela Gene’a Krupy. W owym czasie zaczął eksperymentować z zestawem perkusyjnym o dwu bębnach taktowych, które w późniejszym czasie stały się jego swoistym „znakiem firmowym”. Bellson wykonał nawet szczegółowy rysunek swojego „wynalazku”, za który nauczyciel plastyki w Moline High School postawił mu najwyższą ocenę. W wieku 17 lat odniósł znacznie większy sukces, wygrywając w krajowym konkursie pod patronatem Gene’a Krupy, a organizowanym przez słynną firmę perkusyjną Slingerland. Okazał się najlepszy spośród 40 000 uczestników, a werdykt ogłosił sam patron konkursu. Gene był wspaniałym człowiekiem i bardzo skromnym. Usłyszałem od niego wiele ciepłych słów, powiedział mi: „Młody, masz wielki talent. Tak trzymaj”. To spotkanie zapoczątkowało przyjaźń obu perkusistów, trwającą aż do śmierci Krupy.
Po konkursie Bellson nadal doskonalił swój warsztat instrumentalny oraz bacznie obserwował grę innych perkusistów, którzy występowali w orkiestrach przybyłych z koncertami do Moline i sąsiedniego Davenport. Lider jednej z nich, znany pianista i kompozytor, Ted Fio Rito, dowiedziawszy się o utalentowanym, nastoletnim perkusiście, zaoferował mu pracę w swojej orkiestrze. Louie przyjął ofertę, choć z opóźnieniem, najpierw bowiem chciał dokończyć naukę w szkole średniej. W 1939 zdał wszystkie egzaminy i dołączył do big-bandu Fio Rita, występującego wówczas w modnym klubie hollywoodzkim – „Florentine Gardens”. W sierpniu 1942 wypatrzył go tam kontrabasista Harry Goodman, brat Benny’ego, który zaprosił go na przesłuchanie kandydatów do orkiestry „Króla Swingu”. Kiedy Harry mi to zaproponował, z wrażenia zacząłem się jąkać. Po prostu mnie zamurowało. Przesłuchanie wypadło znakomicie i Benny Goodman oznajmił Louiemu, że został przyjęty. Kiedy młody perkusista oznajmił dotychczasowemu pracodawcy, że chce przejść do innej orkiestry, Fio Rito zareagował gniewem. Jego wzburzenie jednak było krótkotrwałe i obaj muzycy rozstali się w zgodzie.
W orkiestrze Goodmana Bellson pracował dwukrotnie. Oba angaże przedzielała służba wojskowa, którą odbył w latach 1943–1946. Podczas pierwszego, ośmiomiesięcznego pobytu w big-bandzie występował z nim w nowojorskim hotelu „New Yorker”, akompaniując m.in. wokalistce Peggy Lee. W tym czasie pojawił się także na wielkim ekranie, występując jako muzyk orkiestry „Króla Swingu” w filmach: Stage Door Canteen i The Gang’s All Here. Po wyjściu z wojska Bellson w maju 1946 ponownie dołączył do zespołu Goodmana, grając w nim do końca roku. Benny był geniuszem. Wiele się od niego nauczyłem, m.in. jak prowadzić próby z orkiestrą.
W latach 1947–1949 Bellson występował w big-bandzie Tommy’ego Dorseya, w którym grał wówczas trębacz Charlie Shavers. Obaj muzycy zaprzyjaźnili się i w 1950 założyli własny sekstet, zapraszając do współpracy m.in. słynnego klarnecistę Buddy’ego DeFranco. Było to krótkotrwałe przedsięwzięcie, w 1951 bowiem Bellson zaangażował się do orkiestry trębacza Harry’ego Jamesa. Jako że big-band rzadko występował – jeden, dwa razy w tygodniu – mógł jednocześnie poszerzać swoją wiedzę muzyczną. Dokształcał się w dziedzinie kompozycji i aranżacji u Normana Bakera, twórcy muzyki do wielu filmów Walta Disneya.
Po niemal roku pracy z Jamesem Bellson i jego dwaj koledzy z orkiestry (puzonista Juan Tizol i saksofonista Willie Smith) otrzymali propozycję gry z Dukem Ellingtonem. To była niesamowita szansa. Kiedy powiedzieliśmy o tym Harry’emu, ten odrzekł: „Weźcie mnie z sobą”.

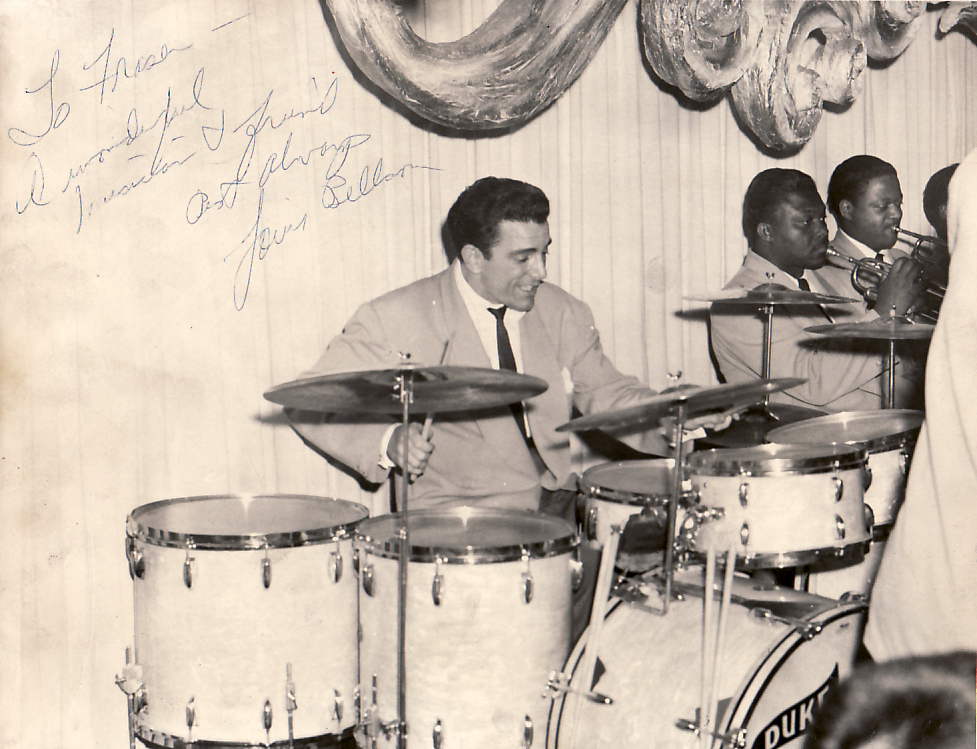
Louie Bellson, Cat Anderson
i Clark Terry (z prawej) z orkiestrą Ellingtona, 1952

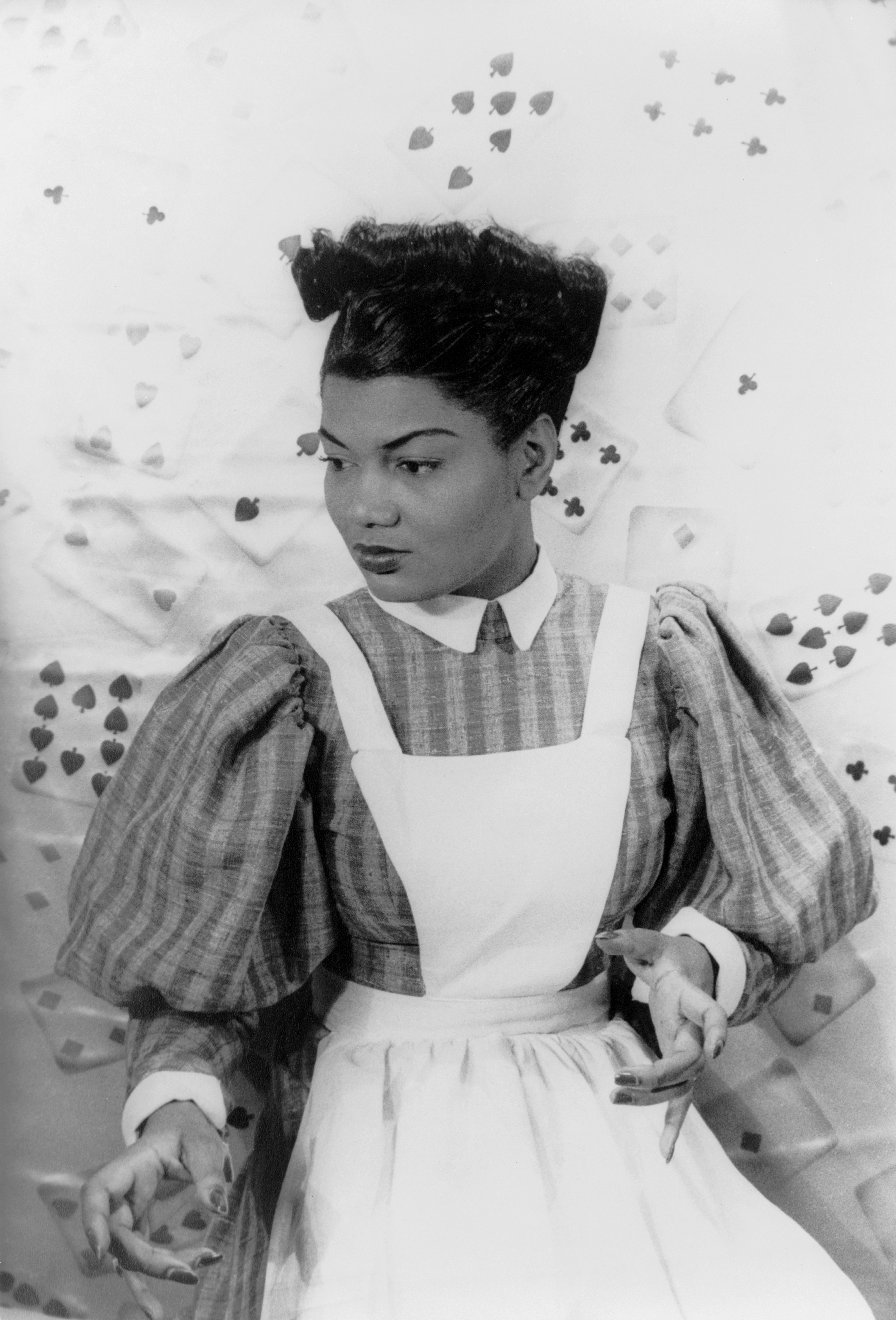
Pearl Bailey

Bellson współpracował z Ellingtonem do listopada 1952. W tym czasie rozwinął się artystycznie, czerpiąc doświadczenia z dokonań zarówno Ellingtona, jak jego współpracownika – kompozytora, aranżera i pianisty – Billy’ego Strayhorna. Ponadto mógł realizować własne pomysły muzyczne, poszerzając repertuar orkiestry o kompozycje Skin Deep, The Hawk Talks i Ting-A-Ling. Owe utwory tak bardzo spodobały się słynnemu bandliderowi, że wkrótce je nagrał (solo Bellsona w Skin Deep uchodzi za perkusyjne arcydzieło). Zdaniem wielu krytyków, Bellson „swoimi wspaniałymi aranżacjami swingowymi odświeżył orkiestrę Ellingtona”. Natomiast jako perkusista stanowił dla publiczności prawdziwą sensację za sprawą dynamicznej i nowatorskiej zarazem gry na potężnym zestawie perkusyjnym, wyposażonym w dwa bębny taktowe.

### Ceniony muzyk
Po odejściu z orkiestry Ellingtona Bellson 19 listopada 1952 poślubił wokalistkę i aktorkę Pearl Bailey. Przez kilka lat był jej kierownikiem muzycznym, prowadząc towarzyszące jej orkiestry i pisząc dla nich aranżacje. Nieco wcześniej, bo w maju 1952, już jako lider własnego zespołu dokonał w Los Angeles nagrań dla impresaria i producenta, Gene’a Normana. W składzie supergrupy Bellsona znaleźli się m.in. Clark Terry, Juan Tizol, Willie Smith, Harry Carney i Billy Strayhorn. W 1955 rozpoczął współpracę z Normanem Granzem, który zaproponował mu uczestnictwo w objazdowych koncertach Jazz at the Philharmonic. Na tym tournée było dwóch perkusistów: Buddy Rich i ja, a także: Dizzy Gillespie, Ella Fitzgerald, Lester Young, Roy Eldridge, Clark Terry, Flip Phillips, Oscar Peterson, Zoot Sims, Herb Ellis i Ray Brown. Bellson z przerwami grał z JATP aż do 1967. Ponadto Granz wydał kilka płyt jego kwintetu oraz zaprosił do nagrań z Artem Tatumem, Ellą Fitzgerald i Louisem Armstrongiem (Ella and Louis Again).
W 1955–1956 w wolnym czasie grywał w reaktywowanej orkiestrze braci Dorsey'ów i cały czas prowadził zespół żony, jeżdżąc w długie trasy koncertowe. W późniejszym czasie robił sobie częste urlopy jako bandlider i grał w zespołach prowadzonych przez innych. W latach 60. Ellington zapraszał go do współpracy przy swoich przedsięwzięciach: spektaklu scenicznym My People (1962), realizowanym dla uczczenia setnej rocznicy Proklamacji Emancypacji oraz nagraniu Koncertu muzyki sakralnej (A Concert of Sacred Music) (1965) i muzyki do filmu Assault on a Queen (1965). A w 1966 otrzymał zaproszenie do zagrania koncertów z big-bandami Harry’ego Jamesa i Counta Basiego, z którym odbył tournée w Europie.
Kilka lat później Bellson został szczególnie doceniony zawodowo, albowiem gigant perkusji – Buddy Rich, poprosił go o poprowadzenie jego big-bandu w okresie swojej rekonwalescencji po urazie pleców. Bellson przyjął propozycję z wielką satysfakcją

### Dojrzały artysta
Od końca lat 60. już do kresu życia prowadził swoje orkiestry. W pewnym momencie prowadził jednocześnie dwa swoje big-bandy – jeden w Los Angeles, a drugi w Nowym Jorku. W składach jego orkiestr wstępowało wielu wybitnych instrumentalistów, m.in. trębacze Blue Mitchell, Clark Terry, Conte Candoli, Snooky Young, saksofonista Don Menza i pianista Larry Novak. Jego ostatni duży zespół nosił nazwę: The Big Band Explosion.
Jako lider nagrał ponad 100 płyt nie tylko z muzyką jazzową. W 1987 na zjeździe The Percussive Arts Society w Waszyngtonie wraz z Haroldem Fabermanem, dyrygentem, kompozytorem i perkusistą, wykonał monumentalne dzieło: Concerto for Jazz Drummer and Full Orchestra. Był to ówcześnie pierwszy utwór napisany specjalnie na perkusję i wielką orkiestrę symfoniczną. W 1993 zaprezentował wraz z The Washington Civic Symphony tryptyk Tomus, kompozycję na orkiestrę symfoniczną, big-band i 80-osobowy chór. Autorką słów do muzyki była Pearl Bailey.
Nył drugim najczęściej zapraszanym do Białego Domu gościem honorowym. Większą liczbę wizyt w tym charakterze odnotował tylko aktor Bob Hope.
Napisał kilkanaście książek na temat gry na perkusji. W miarę wolnego czasu, przez niemal całe życie zajmował się także edukacją muzyczną. Nauczał gry na perkusji i zagadnień dotyczących big-bandu na uniwersytetach, w szkołach średnich i podstawowych, podczas warsztatów jazzowych, a nawet w sklepach muzycznych. Pracował także nad wdrażaniem nowych technologii do instrumentarium perkusyjnego, będąc konsultantem i zarazem wiceprezesem Remo, firmy produkującej naciągi do bębnów.
Louie Bellson zmarł w Los Angeles w wieku 84 lat wskutek komplikacji po przebytym w 2008 złamaniu kości biodrowej i zaawansowanej choroby Parkinsona. Został pochowany obok swojego ojca na cmentarzu Riverside w Moline.

### Małżeństwa i dzieci
Przez 38 lat był mężem popularnej, czarnej aktorki filmowej i wokalistki Pearl Bailey (1918-1990). Byliśmy małżeństwem mieszanym, ale poza kilkoma drobnymi incydentami, nigdy nie spotkaliśmy się z niechęcią z tego powodu. Nie mieli własnych dzieci. W połowie lat 50. adoptowali chłopca – Tony’ego, a wkrótce potem dziewczynkę – Dee Dee. Po śmierci Pearl, Bellson w 1992 ożenił się powtórnie. Jego żoną została Francine Wright, absolwentka wydziałów inżynierii i fizyki Instytutu Technicznego Massachusetts. Francine, zwana „Nieposkromioną panią B.”, do śmierci Bellsona była również jego menedżerką.

## Instrumentarium
Przez większą część kariery Bellson grał na bębnach firmy Slingerland. Grał także na perkusji marki Rogers. Od końca lat 60. stosował naciągi Remo. Producentem używanych przez niego talerzy i pałek była firma Zildjian. Jej ówczesny właściciel, Armand Zildjian, był jego długoletnim przyjacielem.

## Wybrane nagrody i wyróżnienia
- Sześć nominacji do nagrody Grammy
- Wprowadzenie do The Hall of Fame przez The Percussive Arts Society
- 1977 Wyróżnienie mianem „A Duke Ellington Fellow”, nadanym przez Uniwersytet Yale
- 1985 Doctor of Humane Letters Uniwersytetu Północnego Illinois
- 1993 Wprowadzenie do The Big Band and Jazz Hall of Fame (Panteon Sław Big-bandów i Jazzu)
- 1994 NEA Jazz Masters Award[8]
- 1999 Odcisk dłoni w Hollywood’s Rock Walk (Aleja Sław Muzyki) na Bulwarze Zachodzącego Słońca w Los Angeles[9]

## Dyskografia
- 1952 Just Jazz All Stars (Capitol)
- 1954 The Exciting Mr. Bellson and His Big Band (Norgran)
- 1954 Journey into Love (Norgran)
- 1954 Louis Bellson Quintet (Norgran)
- 1954 Louis Bellson with Wardell Gray (Norgran)
- 1954 Louis Bellson and His Drums (Norgran)
- 1954 Two in Love (Verve)
- 1955 Pearl Bailey And Louis Bellson (Everest Records)
- 1955 Skin Deep (Verve)
- 1955 The Driving Louis Bellson (Norgran)
- 1956 Concerto for Drums (Norgran)
- 1956 The Hawk Talks (Norgran)
- 1957 Drumorama! (Verve)
- 1957 Louis Bellson at the Flamingo (Verve)
- 1959 Let's Call It Swing (Verve)
- 1959 Music, Romance and Especially Love (Verve)
- 1959 Live in Stereo at the Flamingo Hotel, Vol. 1, June 28, 1959 (Jazz Hour)
- 1960 The Brilliant Bellson Sound (Verve)
- 1960 Louis Bellson Swings Jules Styne (Verve)
- 1961 Drummer's Holiday (Verve)
- 1961 Around the World in Percussion (Roulette)
- 1962 Big Band Jazz from the Summit (Roulette)
- 1962 Mighty Two • Louie Bellson & Gene Krupa (Roulette)
- 1964 Explorations • Louie Bellson/Lalo Schifrin (Roulette)
- 1968 Breakthrough (Project 3)
- 1970 Louie in London (DRG)
- 1974 150 MPH (Concord)
- 1975 The Louis Bellson Explosion (Original Jazz Classics)
- 1976 Louie Bellson's 7 (Concord)
- 1977 Ecue Ritmos Cubanos (Original Jazz Classics)
- 1977 Prime Time (Concord)
- 1978 Louis Bellson Jam (Original Jazz Classics)
- 1978 Matterhorn • Louie Bellson Drum Explosion (Fantasy/Pablo)
- 1978 Note Smoking (Voss/Allegiance)
- 1978 Raincheck (Concord)
- 1978 Sunshine Rock (Pablo)
- 1979 Side Track (Concord)
- 1979 Dynamite (Concord)
- 1980 Live at Ronnie Scott’s (DRG)
- 1980 London Scene (Concord)
- 1982 Hi Percussion (Accord)
- 1982 The London Gig (Original Jazz Classics)
- 1983 Loose Walk (Chonto Lope)
- 1984 Don’t Stop Now! (Capri)
- 1988 Hot (Nimbus)
- 1989 East Side Suite (Musicmasters)
- 1989 Jazz Giants (Musicmasters)
- 1990 Airmail Special • A Salute to the Big Band Masters (Musicmasters)
- 1990 Jam with Blue Mitchell (Fantasy/Original Jazz Classics)
- 1990 The Best of Louie Bellson (Pablo)
- 1991 Ecué Ritmos Cubanos • Louie Bellson • Walfredo De Los Reyes (Original Jazz Classics)
- 1992 Live at the Jazz Showcase (Concord)
- 1992 Peaceful Thunder (Musicmasters)
- 1993 Live From New York (Telarc)
- 1994 Black Brown & Beige (Musicmasters)
- 1994 Cool Cool Blue (Universal)
- 1995 Live at Concord Summer Festival (Concord)
- 1995 Salute (Chiaroscuro)
- 1995 I’m Shooting High (Four Star)
- 1995 Explosion Band (Exhibit)
- 1996 Their Time Was the Greatest (Concord)
- 1997 Air Bellson (Concord)
- 1998 The Art of Chart (Concord)
- 2006 The Sacred Music of Louie Bellson (Percussion Power)
- 2007 Louie & Clark Expedition, Vol. 2 (Percussion Power)

## DVD
- 2003 Louie Bellson and His Big Band (V.I.E.W. Video)